# 哈夫里利夫卡 (赫梅利尼茨基區)
哈夫里利夫卡（烏克蘭語：Гаврилівка）是位於烏克蘭西部的村莊，由赫梅利尼茨基州裡赫梅利尼茨基區的泰奧菲波爾市鎮負責管轄。該村始建於1571年，面積1.69平方公里，海拔高度302米，2001年人口697，人口密度每平方公里408.5人。